# Victoriano Wences Real
Victoriano Wences Real (Tecpan de Galeana, Guerrero, 27 de abril de 1974) es un político mexicano, actualmente miembro del partido Partido del Trabajo (PT) y con anterioridad del Partido de la Revolución Democrática (PRD). Ha sido en dos ocasiones diputado federal y presidente municipal de Tlapa de Comonfort, Guerrero.

## Biografía
Victoriano Wences Real es licenciado en Economía egresado de la Universidad Autónoma de Guerrero, tiene además estudios de maestría en Administración.
De 2002 a 2005 fue presidente del comité municipal del PRD en Tlapa, de 2008 a 2015 fue integrante de la coordinación estatal del partido. En 2008 fue además electo diputado a la LIX Legislatura del Congreso del Estado de Guerrero, ejerciendo de 2009 a 2012 y en la que ocupó el cargo de integrante de la Comisión de Asuntos Políticos y Gobernación.
Al término de dicho cargo, fue electo a su vez presidente municipal de Tlapa de Comonfort, encabezando el ayuntamiento entre 2012 y 2015. Este último año fue postulado por el PRD y electo por primera ocasión diputado federal, en representación del Distrito 5 de Guerrero a la LXIII Legislatura que culminó en 2018. En dicha legislatura fue secretario de las comisiones de Asuntos Indígenas; y, de Fomento Cooperativo y Economía Social; así como integrante de las comisiones de Infraestructura; y, de Desarrollo Municipal.
De 2017 a 2021 fue además comisionado político del Partido del Trabajo en estado de Guerrero. En 2021 es nominado por segunda ocasión candidato a diputado federal por el mismo distrito 5, postulado en esta ocasión por la coalición Juntos Haremos Historia, siendo electo a la LXV Legislatura que concluirá en 2024. En la Cámara de Diputados es secretario de las comisiones de Infraestructura; y de Vigilancia de la Auditoría Superior de la Federación; así como integrante de Presupuesto y Cuenta Pública.